# Transfiguration (Album)
Transfiguration ist ein Jazzalbum des James Brandon Lewis Quartet mit Aruán Ortiz, Brad Jones und Chad Taylor. Die am 19. und 20. Juli 2022 in den Hardstudios Winterthur entstandenen Aufnahmen erschienen am 16. Februar 2024 auf Intakt Records.

## Hintergrund
Dieses Quartett ist eines der am längsten bestehenden Ensembles des Saxophonisten James Brandon Lewis. Er nahm bis dato drei Alben mit dem Pianisten Aruán Ortiz, dem Bassisten Brad Jones und dem Schlagzeuger Chad Taylor zusammen auf, Molecular und Code of Being, und das Doppel-Live-Album SM Molecular Systematic Music – Live.
Der Kritiker Phil Freeman stellt Vergleiche mit der Musik des klassischen Quartetts von John Coltrane an, besonders aber einem moderneren Vorläufer, nämlich dem Quartett von Branford Marsalis mit dem Pianisten Kenny Kirkland, dem Bassisten Robert Hurst und dem Schlagzeuger Jeff „Tain“ Watts, das Crazy People Music (1990) eingespielt hatte. Sie waren nur für dieses eine Album zusammen, so Freeman, aber sie hätten den klassischen Hardbop-Sound aufgebrochen und einen Weg gefunden, voranzukommen und gleichzeitig eine starke Bindung zur Vergangenheit aufrechtzuerhalten (manchmal einschließlich expliziter Zitate aus klassischen Jazzmelodien, etwa wenn Marsalis eine Phrase übernommen hat, so von Miles Davis bei „The Ballad of Chet Kincaid“ oder er schrieb John Coltranes „Mr. P.C.“ als „Mr. Steepe“ um).

## Titelliste
- James Brandon Lewis Quartet: Transfiguration (Intakt Records)[2]

1. Transfiguration 7:04
2. Trinity of Creative Self 7:03
3. Swerve 6:04
4. Per 6 9:12
5. Black Apollo 7:14
6. Empirical Perception 7:56
7. Triptych 6:03
8. Élan Vital 5:33

Die Kompositionen stammen von James Brandon Lewis.

## Rezeption

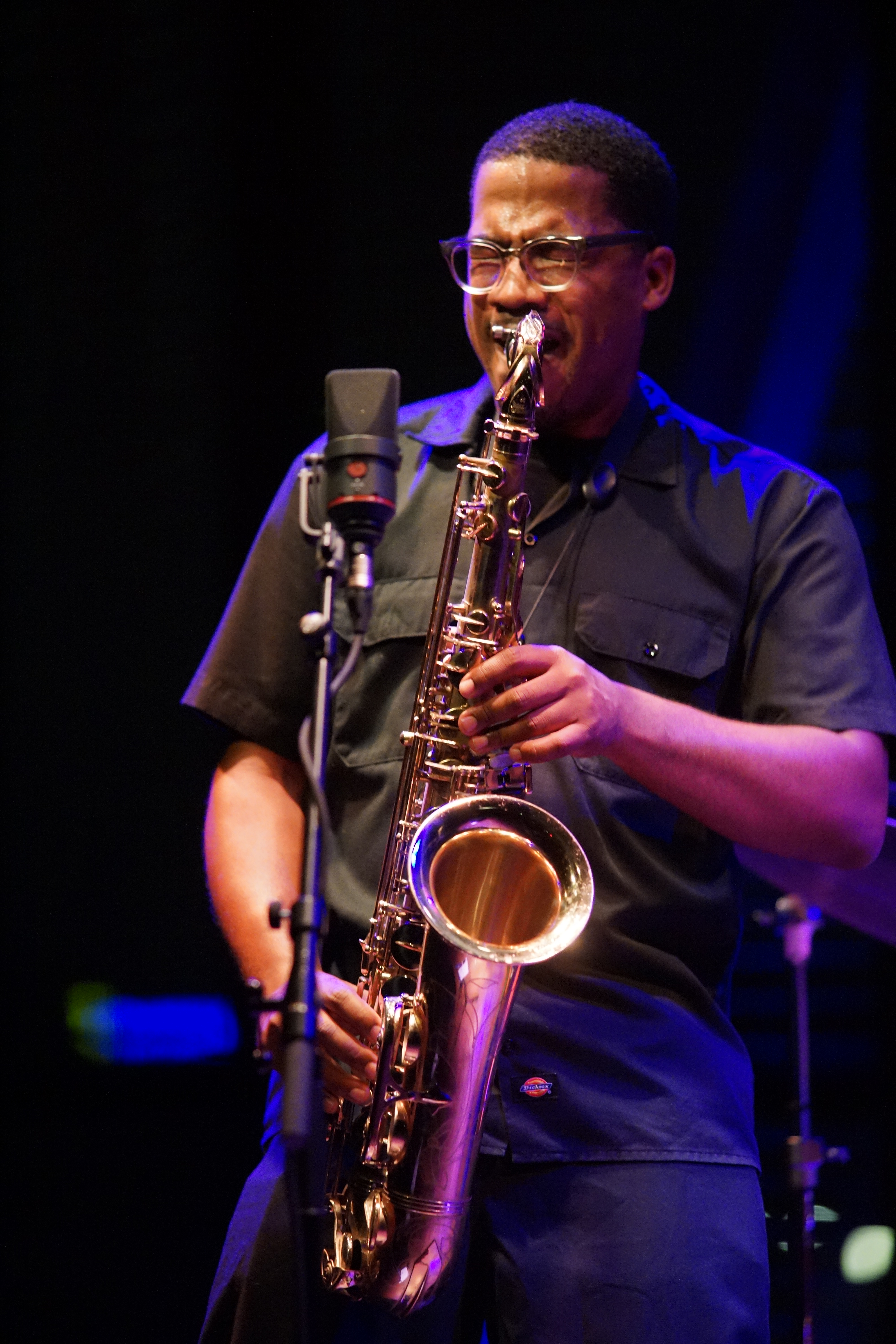
James Brandon Lewis (2017)

Genauso wie die beiden vorangegangenen Alben, die er 2023 herausbracht hatte, Eye of I und For Mahalia, with Love, die schon völlig unterschiedlich waren, würde Lewis, obwohl er nur Tenorsaxophon spiele, seinen Ansatz ständig ändern, um ihn den Umständen anzupassen. Manchmal spiele er wie ein knallhartes Biest; manchmal wirke er wie ein introspektiver Balladensänger; manchmal würde er sich mit dem Schlagzeuger zusammenschließen [gemeint ist wohl Live in Willisau, 2020], um intensive Duo-Erkundungen zu unternehmen; andermals steige er in die Ekstase des Evangeliums auf, meinte Phil Freeman in Stereogum/UglyBeauty. Transfiguration sei der Sound einer Band, die sich selbst kenne und zuversichtlich auf die bevorstehende Reise blicke. Die Kompositionen seien einfach und kraftvoll, und die Musiker würden sie mit Ernsthaftigkeit und Zielstrebigkeit spielen. Dies sei ein großartiges Album einer großartigen Band.
Lewis‘ Quartett sei typischerweise ein Ventil für seine flinkeren Kompositionen und produziere harmonisch komplexe Untermalungen für seine schweren Bläserphrasen, schrieb Ammar Kalia in The Guardian. Transfiguration sei da nicht anders und enthalte acht Stücke voller kantiger, aber explosiver Experimente. Der eröffnende Titeltrack gebe den Ton an, indem er Lewis‘ ausdrucksstarke Linien mit den Polyrhythmen des Pianisten Aruán Ortiz verwebe, bevor er zu einem fulminanten Saxophonsolo gelangt. Im Verlauf des Albums gibt es Abwechslung inmitten der Beständigkeit von Lewis’ explosivem Ton: ein Funk-Shuffle auf „Swerve“, ein Latin-Rhythmus auf „Per 6“ und ein rasanter Swing auf „Black Apollo“. Die Kompositionen scheinen oft am Rande des Auseinanderbrechens zu stehen und erzeugten „das unbehagliche Rubato der Dreifaltigkeit des kreativen Selbst oder die Entropie der empirischen Wahrnehmung“. Doch für jeden Moment, in dem der Zuhörer Schwierigkeiten habe, durchzuhalten, gebe es einen Kontrapunkt der musikalischen Befreiung.
Das Album gelangte im Juli 2024 auf #7 bei dem von Tom Hull erhobenen Mid-Year Jazz Critics Poll.